# Henry Steel Olcott

Cờ Phật giáo quốc tế

Đại tá Henry Steel Olcott (sinh ngày 02 tháng 8 năm 1832 - qua đời ngày 17 tháng 2 năm 1907) là một sĩ quan truyền tin Mỹ, nhà báo, luật sư và là đồng sáng lập và là chủ tịch đầu tiên của Hội Thông thiên học. Olcott là người đầu tiên nổi tiếng người Mỹ gốc châu Âu đã thực hiện một sự cải tổ đạo Phật. Sau đó ông là chủ tịch của Hội Thông Thiên Học, đã giúp tạo ra một sự phục hưng trong nghiên cứu Phật giáo. Olcott được coi là một nhân vật hiện đại Phật giáo vì những nỗ lực của ông trong việc giải thích Phật giáo thông qua một ống kính Tây phương. Olcott đã làm một cuộc phục hưng lớn cho Phật giáo tại Sri Lanka (Tích Lan) và ông vẫn được vinh danh tại Sri Lanka về những nỗ lực này. Olcott đã được gọi ở Sri Lanka "một trong những anh hùng trong cuộc đấu tranh giành độc lập của chúng tôi và một người tiên phong của sự hồi sinh tôn giáo, dân tộc và văn hóa hiện nay". Ông có tác phẩm quan trọng mang tên "Những giai thoại huyền bí".

## Tiểu sử
Olcott sinh ngày 02 tháng 8 năm 1832 tại Orange, New Jersey, là con trưởng trong gia đình có sáu người con, của doanh nhân theo giáo phái Tin Lành Presbyterian Henry Wyckoff Olcott và Emily Steele Olcott. Khi còn nhỏ, Olcott sống trong trang trại ở New Jersey của cha mình. Trong thời thiếu niên của mình, ông đã theo học tại trường Cao đẳng Thành phố New York và sau đó là Đại học Columbia, nơi ông tham gia hiệp hội St. Anthony Hall, một hội của những người danh tiếng. Năm 1851 công việc kinh doanh của người cha thất bại và ông buộc phải rời khỏi trường đại học.
Từ 1858-1860 Olcott là phóng viên nông nghiệp cho hai tờ báo New York Tribune và Mark Lane Express, nhưng đôi khi ông có bài viết về các vấn đề khác. Ông cũng xuất bản một phả hệ của gia đình ông đi ngược đến một ông tổ là Thomas Olcott, một trong những người sáng lập của thành phố Hartford, thủ đô của tiểu bang Connecticut, vào năm 1636. Năm 1860 Olcott cưới Mary Epplee Morgan, con gái của hiệu trưởng của giáo xứ Trinity (Chúa Ba Ngôi), New Rochelle, New York. Họ có bốn người con, hai trong số đó đã chết trong thời thơ ấu.
Ông phục vụ trong quân đội Hoa Kỳ trong cuộc Nội chiến Hoa Kỳ và sau đó đã được nhận làm Ủy viên đặc biệt của Bộ Chiến tranh ở New York. Sau đó ông được thăng cấp đại tá và chuyển giao cho Cục Hải quân ở Washington, DC. Ông rất được kính trọng, vào năm 1865, sau vụ ám sát Tổng thống Abraham Lincoln, ông đã hỗ trợ trong việc điều tra vụ ám sát. Năm 1868, ông trở thành một luật sư chuyên về bảo hiểm, doanh thu và gian lận.
Năm 1874, ông nhận thấy có những buổi ma hiện hồn của Eddy Brothers ở Chittenden, Vermont. Ông bắt đầu quan tâm, và viết một bài báo cho tờ New York Sun, trong đó ông điều tra Eddy Farms. Bài viết của ông đã được nổi tiếng đến nỗi các tờ báo khác, như tờ New York Daily Graphic, đã phải đăng lại nó. Ấn phẩm năm 1874 của ông về "Những người từ thế giới bên kia" bắt đầu bằng các bài báo đầu tiên của ông liên quan đến phong trào duy linh (hay giáng ma học).
Cũng trong năm 1874, Olcott gặp bà Helena Blavatsky trong khi cả hai đang đi thăm trang trại Eddy. Sự quan tâm của ông đối với phong trào duy linh và mối quan hệ vừa chớm nở của ông với bà Blavatsky đã giúp thúc đẩy sự phát triển của triết học tâm linh của mình. Olcott tiếp tục công việc luật sư trong những năm đầu thành lập của Hội Thông Thiên Học, ngoài việc là một người ủng hộ tài chính của phong trào tôn giáo mới. Vào đầu năm 1875 Olcott đã được những thành viên nổi tiếng của hội Giáng Ma Học nhờ điều tra một cáo buộc về gian lận đối với các người đồng cốt Jenny và Nelson Holmes, vì họ đã tuyên bố thực hiện được sự gọi hồn của hồn ma nổi tiếng Katie King (Doyle 1926: tập 1, 269-277).
Năm 1880 Helena Blavatsky và Olcott đã trở thành những người phương Tây đầu tiên nhận giới luật và quy y Tam bảo, là cuộc lễ mà người ta theo truyền thống trở thành một Phật tử; do đó Blavatsky là người phụ nữ phương Tây đầu tiên làm như vậy. Olcott có lần đã mô tả đức tin trưởng thành của mình như là "thuần khiết, Phật giáo nguyên thủy", nhưng ông lại theo một loại Phật giáo duy nhất của riêng mình. Từ năm 1874 trở đi, Olcott phát triển và tăng trưởng tâm linh với Blavatsky và các nhà lãnh đạo tinh thần khác đã dẫn đến việc thành lập Hội Thông Thiên Học. Năm 1875, Olcott, Blavatsky, và những người khác, đáng chú ý là William Judge, thành lập Hội Thông Thiên Học ở thành phố New York, Mỹ. Olcott hỗ trợ tài chính những năm đầu tiên của Hội Thông Thiên Học và đã là vị chủ tịch trong khi Blavatsky là thư ký của Hội.
Trong tháng 12 năm 1878 họ rời New York để di chuyển trụ sở của Hội đến Ấn Độ. Họ đã hạ cánh xuống Bombay vào ngày 16 tháng 2 năm 1879. [6] Olcott đặt ra để trải nghiệm những quê hương của nhà lãnh đạo tinh thần của mình, Đức Phật. Các trụ sở của Hội đã được thành lập tại Adyar, Chennai là trụ sở hội Thông Thiên Học Adyar, cùng Thư viện Adyar và Trung tâm Nghiên cứu. Trong khi đó ở Ấn Độ, Olcott vẫn cố gắng để tìm ra các bản dịch của các văn bản giáo lý phương Đông đã có sẵn như là kết quả nghiên cứu của phương Tây. Mục đích của ông là để tránh những sự giải thích phương Tây thường gặp ở Mỹ, và khám phá ra những thông điệp tinh khiết những tôn giáo như là Phật giáo, Ấn Độ giáo, và các tôn giáo Zoroastrian, để dạy lại đúng cách cho người phương Tây.
Quan tâm tôn giáo chính của ông Olcott là Phật giáo, và ông thường được biết đến như là một nhà cải cách Phật giáo ở Tích Lan. Sau hai năm trao đổi thư tín với Ven. Piyarathne Thissa, ông và Blavatsky đến Colombo, vốn là thủ phủ thương maị của Tích Lan, vào tháng 16, 1880. Helena Blavatsky và Henry Steele Olcott thọ năm giới tại Wijayananda Viharaya ở Weliwatta ở Galle vào tháng 19, 1880, vào ngày đó Olcott và Blavatsky đã được chính thức công nhận là Phật tử, mặc dù Olcott lưu ý rằng trước đó họ đã tuyên bố bản thân là Phật tử, trong khi vẫn còn ở Mỹ. Trong thời gian ở Sri Lanka Olcott phấn đấu để phục hưng Phật giáo trong khu vực này, trong khi biên soạn các giáo lý của Phật giáo để giáo dục người phương Tây. Trong thời gian này, ông đã viết Giáo Lý Phật giáo (1881), mà vẫn còn được sử dụng ngày hôm nay.
Việc xây dựng một số trường học Phật giáo của Hội Thông Thiên Học ở Tích Lan, đáng chú ý nhất Ananda College ở Colombo, Mahinda College ở Galle, Dharmaraja College ở Kandy và Maliyadeva College Kurunegala. Olcott cũng đóng vai trò cố vấn cho Ủy ban bổ nhiệm để thiết kế một lá cờ Phật giáo vào năm 1885. Lá cờ Phật giáo được thiết kế với sự hỗ trợ của Olcott sau đó đã được thông qua như là một biểu tượng của Tình Huynh Đệ Thế giới của Phật tử và như là lá cờ phổ quát của tất cả các truyền thống Phật giáo. Helena Blavatsky cuối cùng đã đi đến sống ở London, nơi bà qua đời vào năm 1891, nhưng Olcott ở lại Ấn Độ và tiếp tục các công việc của Hội Thông Thiên Học có sẵn. vai trò Olcott trong Hội Thông Thiên Học vẫn sẽ là Chủ tịch, nhưng sự xuất hiện của Annie Besant đã gây ra một kỷ nguyên mới cho phong trào. Sau cái chết của ông, Hội Thông Thiên Học đã bầu bà để tiếp nhận chức vụ Chủ tịch và lãnh đạo cho phong trào.